# Comunidad de comunas Gave y Laderas
La Comunidad de comunas Gave y Laderas (Communauté de comunes Gave et Coteaux en francés), es una estructura intercomunal francesa situada en el departamento francés de Pirineos Atlánticos de la región de Aquitania.

## Historia
Fue creada el 1 de enero de 1993, con la unión de tres de las cinco comunas del antiguo cantón de Pau-Sur, tres de las seis comunas del antiguo cantón de Pau-Oeste y una de las seis comunas del antiguo cantón de Jurançon,  como Distrito Gave y Coteaux (District Gave et Coteaux en francés) pasando a su actual denominación el 31 de diciembre de 1997.
En 2015 todas las comunas pasaron a formar parte del nuevo cantón de Ouzom, Gave y Orillas del Neez,

## Nombre
Debe su nombre a que las siete comunas están en zona montañosa y todas ellas son atravesadas por el río Gave de Pau (un afluente del río Adur) y/o sus afluentes.

## Composición
La Comunidad de comunas reagrupa 7 comunas:
| Comuna    | Código INSEE | Cantón                         | Población (2012) | Superficie (km²) | Densidad (hab./km²) |
| --------- | ------------ | ------------------------------ | ---------------- | ---------------- | ------------------- |
| Aressy    | 64041        | Ouzom, Gave y Orillas del Neez | 638              | 2,15             | 297                 |
| Assat     | 64067        | Ouzom, Gave y Orillas del Neez | 1776             | 9,47             | 188                 |
| Bosdarros | 64139        | Ouzom, Gave y Orillas del Neez | 1023             | 24,77            | 41                  |
| Meillon   | 64376        | Ouzom, Gave y Orillas del Neez | 883              | 7,08             | 125                 |
| Narcastet | 64413        | Ouzom, Gave y Orillas del Neez | 645              | 4,56             | 139                 |
| Rontignon | 64467        | Ouzom, Gave y Orillas del Neez | 779              | 7,06             | 110                 |
| Uzos      | 64550        | Ouzom, Gave y Orillas del Neez | 719              | 3,52             | 204                 |

## Competencias
La comunidad es un organismo público de cooperación intercomunal.
Sus recursos provienen del impuesto sobre los rendimientos del trabajo único, del sistema de contribuciones que se aplica a los residuos y asignaciones y subvenciones de diversos socios.
Sus competencias en general se centran en el desarrollo económico, medio ambiental, de empleo y los servicios comunitarios a los habitantes:
- Ordenación del Territorio
  - Plan de Coherencia Territorial (SCOT, en francés) (a título obligatorio).
  - Plan Sectorial (a título obligatorio).
- Desarrollo y organización económica
  - Acción de desarrollo económico de las actividades industriales, comerciales o de empleo, (apoyo de las actividades agrícolas y forestales...) (a título obligatorio).
  - Creación, organización, mantenimiento y gestión de zonas de actividades industriales, comerciales, terciario, artesanal o turístico (a título obligatorio).
- Desarrollo y organización social y cultural
  - Actividades culturales y socioculturales (a título facultativo).
  - Actividades deportivas (a título facultativo).
  - Construcción y/u organización, mantenimiento, gestión de equipamientos o establecimientos culturales, socioculturales, socioeducativos, deportivos… (a título optativo).
  - Transporte escolar (a título facultativo).
- Medio ambiente
  - Saneamiento no colectivo (a título facultativo).
  - Recogida y tratamiento de los residuos urbanos y asimilados (a título optativo).
  - Protección y valorización del Medio Ambiente (a título optativo).
- Vivienda y hábitat
  - Programa local del hábitat (a título optativo).
- Servicio de vías públicas
  - Creación, organización y mantenimiento del servicio de vías públicas (a título optativo).
- Otros
  - Adquisición comunal de material (a título facultativo).
  - Informática, talleres vecinales (a título facultativo).